# Howard McGhee
Howard McGhee (6. března 1918 Tulsa, Oklahoma, USA – 17. července 1987 New York City, New York, USA) byl americký jazzový trumpetista. Nejprve se učil hrát na klarinet a k trubce přešel až ve svých sedmnácti letech. V letech 1942–1943 působil v kapele Charlieho Barneta a následně spolupracoval například s Andy Kirkem nebo Count Basieem. V letech 1946–1947 působil jako studiový hudebník v nově vzniklém vydavatelství Dial Records. Rovněž spolupracoval s řadou dalších hudebníků, mezi které patří Percy Heath, Hank Jones, Jimmy Cobb, Kenny Clarke, Fats Navarro nebo Pepper Adams.